# Henryk Sobura
Henryk Sobura (ur. 27 lutego 1960 w Mysłowicach) – polski szachista.

## Kariera szachowa
Największe sukcesy osiągnął w rozgrywkach drużynowych, jako reprezentant Górnika 09 Mysłowice. Trzykrotnie zdobył medale drużynowych mistrzostw Polski: dwa srebrne (Międzybrodzie 1985, Porąbka-Kozubnik 1986) oraz brązowy (Jaszowiec 1984). Oprócz tego był ośmiokrotnym medalistą drużynowych mistrzostw Polski w szachach błyskawicznych: trzykrotnie złotym (Kalisz 1980, Kalisz 1985, Kalisz 1986), trzykrotnie srebrnym (Katowice 1982, Warszawa 1983, Bydgoszcz 1984) oraz dwukrotnie brązowym (Bydgoszcz 1987, Katowice 1988). Startował również w turniejach międzynarodowych, dobre wyniki osiągając m.in. w Mysłowicach (1985, IV m. za Karolem Pinkasem, Alesem Pekarkiem i Gertem-Janem de Boerem) oraz w Berlinie Wschodnim (1989, IV-V m. za Siergiejem Kaliniczewem, Andriejem Kowaliowem i Rajem Tischbierkiem).
Najwyższy ranking w karierze osiągnął 1 lipca 1986 r., z wynikiem 2415 punktów dzielił wówczas 11-13. miejsce (wspólnie z Ignacym Nowakiem i Janem Przewoźnikiem) wśród polskich szachistów.
Od 1999 r. nie uczestniczy w turniejach klasyfikowanych przez Międzynarodową Federację Szachową.